# 철도 (포물도구)

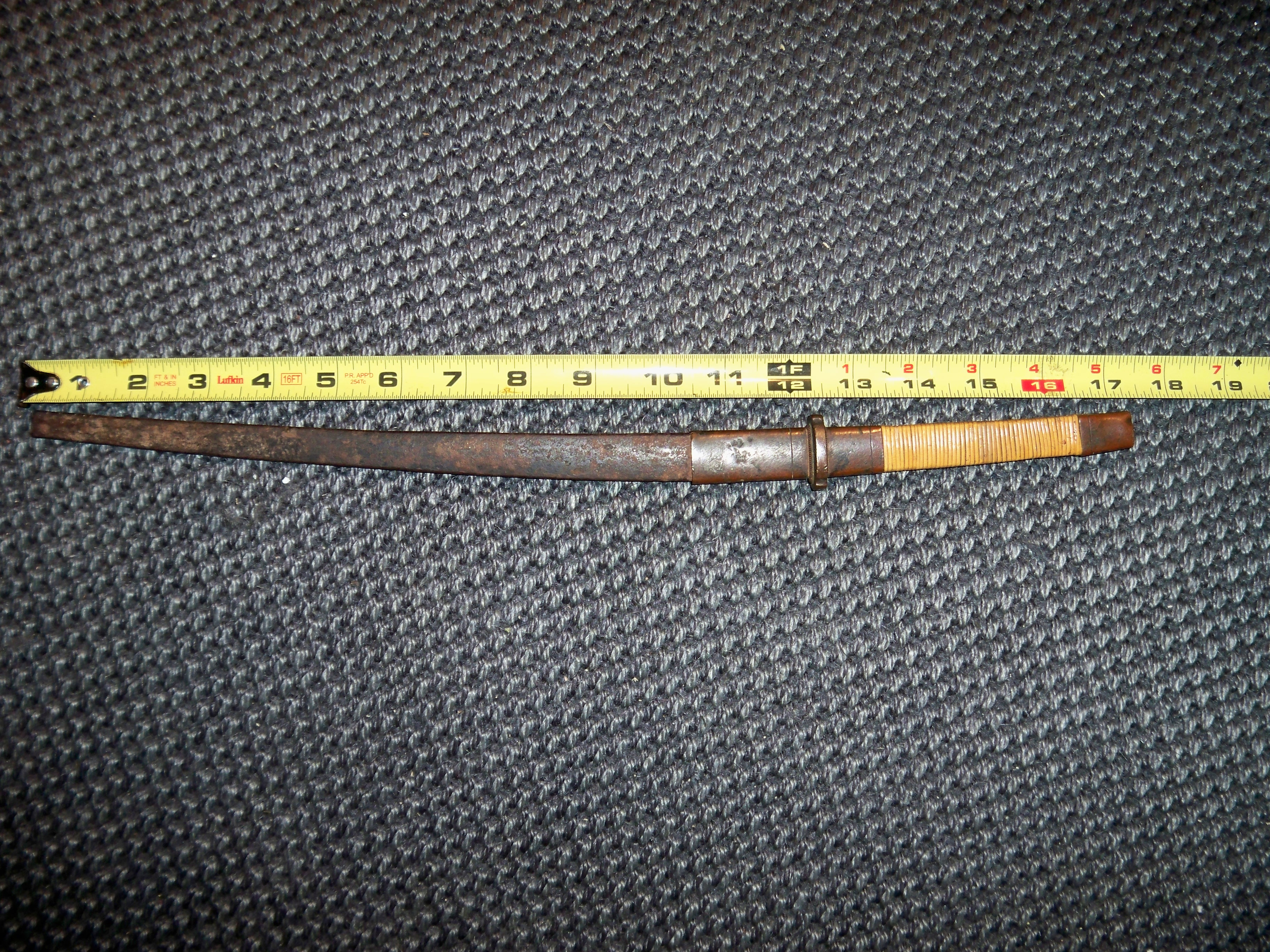
철도.

철도(일본어: 鉄刀 てっとう[*])는 일본의 포물도구이다.
일본도와 똑같이 생겼으나, 날이 없고 전체가 통짜 무쇠로 되어 있다. 사용법은 보통 일본도와 똑같으나, 포물도구의 목적인 범죄자 체포를 위해서는 대상을 죽여서는 안 되므로 베는 대신 두들겨 패서 제압한다. 일본도 모양의 쇠몽둥이라고 생각하면 된다.

## 같이 보기
- 십수
- 두할